# Молдова (область)
Молдова (рум. Moldova) — исторический регион в Центральной Европе на территории бывшего Молдавского княжества, на сегодня входит в состав Румынии, Молдавии и Украины. Разделяется на такие регионы как Бессарабия, Буковина, Молдова, Буджак.
Также известен под названием Богдания, как османы дали нынешней Молдове от имени правителя Богдана, который создал на бывших юго-западных землях Королевства Руси отдельное княжество. Хотя население этого региона издавна, исторически, предпринимало название Русо-Влахія или Молдова, османы использовали название «Boğdan» в честь воеводы, правившего здесь в 1359—1365 годах.

## История
Богдания (Молдова), Ефлак (Валахия) и Эрдель (Трансильвания)
Оригинальным названием этого региона было Русо-Влахия и Молдова. В XIII — нач. XIV ст. часть Молдавского княжества входила в состав Галицко-Волынского княжества, еще во времена князя Даниила и его сына Льва.
После захвата этих земель Османской империей, они были переименованы в Богданию.
Кроме того в исторических турецких источниках того времени есть упоминания о Молдавии как «Boğdan Iflak» (Богдановская Валахия) и «Kara-Boğdan» (Черная Богдания).
Позже, часть Богдании, на западе от реки Прут, отошла к с Ефлаку (Валахии), образовав в 1859 году Королевство Румынии. Со временем также присоединился Трансильванский регион, который османы называли Эрдель.
Часть Молдавии на востоке от реки Прут была оккупирована Российской империей в 1812 году и получила название Бессарабия. Таким образом, были определены границы сегодняшней Румынии и Молдовы.